# Российский химико-технологический университет имени Д. И. Менделеева
Росси́йский хи́мико-технологи́ческий университе́т и́мени Д. И. Менделе́ева (англ. Dmitry Mendeleev University of Chemical Technology of Russia, также известен как «Менделе́евский университе́т» (англ. Mendeleev University), аббр.: РХТУ, разг. Менделеевка) — федеральное государственное бюджетное высшее учебное заведение, крупнейший российский учебный и научно-исследовательский центр в области химической технологии. Находится в Москве, имеет три филиала — в Новомосковске (Тульская область), Ташкенте (Узбекистан) и Таразе (Казахстан). Университет создан в 1920 году как Московский практический химико-технологический институт имени Д.И. Менделеева. Основные здания московского комплекса расположены на Миусской площади и в Северном Тушино.
Менделеевский университет выпускает бакалавров и специалистов, магистров и аспирантов, в вузе можно защитить диссертацию на соискание учёной степени кандидата и доктора наук. Направления подготовки связаны с химической отраслью в разных областях, в том числе в нефтехимии, биотехнологии, химическом инжиниринге, химико-фармацевтических технологиях, промышленной экологии, современной энергетике, нанотехнологиях и других.
Согласно отчётам университета, в 2020 году в РХТУ обучалось почти 9000 человек, из них почти 800 — иностранцы из СНГ, Мьянмы, Ирака, Индии, Китая, США, стран Европы и Африки. Университет использует разные образовательные проекты, чтобы привлекать абитуриентов. Так, в ряде школ действует довузовская подготовка «Менделеевские классы», а для широкой аудитории доступны программы дополнительного образования в Международной академии бизнеса РХТУ.
РХТУ занимается научной и инновационной деятельностью, реализует проекты федеральных целевых программ, гранты научных фондов. Только в 2020 году — 202 НИРа, 40 грантов РФФИ и 9 РНФ. Имеет партнёрские договоры с компаниями-лидерами химической отрасли и более 120 договоров о сотрудничестве с университетами и организациями в 35 странах мира. В 2018-м в рамках государственной программы «Развитие промышленности и повышение её конкурентоспособности» основан Менделеевский инжиниринговый центр, в котором находится основное научное и производственное оборудование для разработки технологий производства продукции малотоннажной химии. В 2019-м правительство утвердило создание другого инновационного научно-технологического центра «Долина Менделеева», строительство запланировано на территории Тушинского комплекса. С 2021-го Менделеевский университет входит во вторую группу новой программы Минобрнауки «Приоритет-2030» по направлению «Территориальное и/или отраслевое лидерство».

## История

### Московское промышленное училище

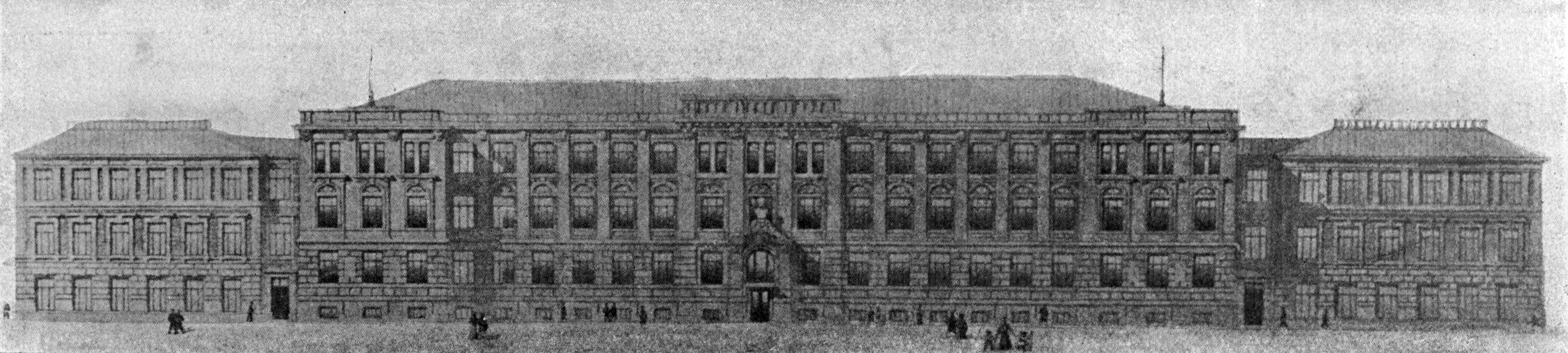
Основное здание в 1900-х годах

| 1. Московское промышленное училище памяти 25-летия царствования императора Александра II (1 июля 1898 года — 1918 год) 2. Московский химический техникум (1918—1919 годы) 3. Московский химический техникум имени Д. И. Менделеева (1919 год — 22 декабря 1920 года) 4. Московский практический химико-технологический институт имени Д. И. Менделеева (22 декабря 1920 года — 13 февраля 1923 года) 5. Московский химико-технологический институт имени Д. И. Менделеева (13 февраля 1923 года — 17 декабря 1940 года) 6. Московский ордена Ленина химико-технологический институт имени Д. И. Менделеева (17 декабря 1940 года — 11 февраля 1971 года) 7. Московский ордена Ленина и ордена Трудового Красного Знамени химико-технологический институт имени Д. И. Менделеева (11 февраля 1971 года — 11 декабря 1992 года) 8. Российский химико-технологический университет имени Д. И. Менделеева (11 декабря 1992 года — 27 июня 2006 года) 9. Государственное образовательное учреждение высшего профессионального образования «Российский химико-технологический университет имени Д. И. Менделеева» (27 июня 2006 года — 2011 год) 10. Федеральное государственное бюджетное образовательное учреждение высшего профессионального образования «Российский химико-технологический университет имени Д. И. Менделеева» (2011—2015 годы) 11. Федеральное государственное бюджетное образовательное учреждение высшего образования «Российский химико-технологический университет имени Д. И. Менделеева» (с 2015 года) |

Московская городская дума 9 января 1880 года одобрила решение по созданию реального училища в Москве, выделила 100 тыс. рублей на покупку земли и ещё 260 тыс. на возведение здания. Год спустя Дума выпустила постановление о новом столичном учреждении — полном реальном училище с механико-техническим и химико-техническим отделениями. По задумке, при училище должен был действовать пансион на 50—100 учеников, что увеличило сумму строительства до 360 тыс.
рублей. В том же году создание училища приостановили: в Российской Империи началось реформирование реального и технического образования, появилась Комиссия Министерства народного просвещения. Из отчётов, предоставляемых этой комиссии, известно, что Мосгордума планировала «соорудить в Москве промышленное училище (средне-техническое, четырёхлетнее) с пятью общеобразовательными подготовительными классами».
Закладка Московского промышленного училища (МПУ) произошла только в конце 1890-х годов. Изначально строительство училища планировалось на Волхонке, на территории Колымажнова двора. Впоследствии это место отвели для Музея изящных искусств, а МПУ выделили новый участок в 4000 квадратных саженей на Миусской площади. 18 ноября 1896 года была учреждена Особая строительная комиссия для возведения зданий Промышленного училища, архитектором которой был Максим Геппенер, а председателем — геолог Александр Крылов, с 30 декабря того же года назначенный первым директором МПУ. Согласно проекту, комплекс зданий включал трёхэтажный училищный дом (в настоящее время — выходящая на Миусскую площадь часть Главного корпуса РХТУ), трёхэтажный дом для преподавателей и служителей (сейчас — детский технопарк «Менделеев-центр»), а также одноэтажный корпус для служб МПУ.
Закладка зданий Московского промышленного училища состоялась 23 мая 1898 года, но Государственный Совет выпустил указ об открытии начальных классов реального отделения МПУ уже 1 июля того же года. Занятия проходили в здании Строгановского училища. Основной этап строительства зданий на Миусской площади был завершён к 1902 году, и классы переехали в новый кампус. Помещения МПУ оперативно возвели и оборудовали по последнему слову техники, 24 февраля 1903 года состоялось торжественное освящение и открытие МПУ, названного в честь 25-летия царствования императора Александра II. К преподаванию пригласили выпускников Московского университета, Московского технического училища, отставных офицеров. Первые 27 учеников — помощников инженеров-механиков и химиков — выпустились весной 1906 года.

### Московский химико-технологический институт
Упоминание императора было убрано из названия училища после революции 1917 года. В 1918-м МПУ переименовали в Московский химический техникум (МХТ), а в 1919 году присвоили имя известного российского учёного-химика Дмитрия Менделеева. В тот период МХТ занимался подготовкой практических инженеров. Уже 22 декабря 1920 года техникум реорганизовали в Московский практический химико-технологический институт (МПХТИ), 13 февраля 1923 года переименовали в Московский химико-технологический институт (МХТИ), таким образом он стал первым специализированным химико-технологическим образовательным учреждением в стране.
В начале 1930-х годов на базе МХТИ был создан Единый московский химико-технологический институт (ЕМХТИ) с пятью филиалами:
- МХТИ имени Дмитрия Менделеева
- Химический факультет МВТУ (реорганизован в Военную академию химической защиты имени Климента Ворошилова)
- Химико-фармацевтический факультет Второго МГУ (реорганизован в Московский институт тонкой химической технологии имени Михаила Ломоносова)
- Химический факультет МГУ (возвращён в состав МГУ)
- Московский институт инженеров химического машиностроения (образован 22 февраля 1931 года на базе механического отделения МХТИ, позже реорганизован в Московский институт химического машиностроения)

Уже в 1933 году ЕМХТИ расформировали, а МХТИ имени Дмитрия Менделеева снова стал автономным образовательным учреждением.
В начале Великой Отечественной войны МХТИ частично эвакуировали в узбекский город Коканд, оставив работать в Москве только филиал. 23 марта 1943 года институт вернули из эвакуации, 15 июня того же года в Дзержинске открыли филиал, проработавший до 1945 года.
В 1949 году МХТИ передали два корпуса бывшего Ремесленного училища имени Павла Шелапутина — № 3 («серый») и № 4 («красный») на Миусской площади. В начале октября 1959 года открылся Сталиногорский (Новомосковский) филиал МХТИ. В 1965 году началось строительство нового студенческого комплекса в Тушино, из-за частичной заморозки работ в начале 1970-х годов, объекты Тушинского комплекса и студгородка вводились в эксплуатацию постепенно и долго. Одновременно в 1970-х годах был открыт комплекс зданий на Шелепихе.
Указом Президиума Верховного Совета СССР от 17 декабря 1940 года «за выдающиеся заслуги в области развития химической науки и подготовки высококвалифицированных инженеров химиков-технологов» МХТИ присвоили Орден Ленина. Второй почётный орден — Трудового Красного Знамени — вуз получил от президиума 11 февраля 1971 года «за заслуги в подготовке специалистов для народного хозяйства и развитии научных исследований».
Учёный совет МХТИ, а позже РХТУ, с 1961 года присуждает степень Почётного доктора вуза, в этот список входят международные учёные и деятели культуры, например, Кришнаварасами Венкатараман, Деннис Л. Медоуз, Маргарет Тэтчер, Гюнтер Грун, Эбергард Дипген, Жак-Ив Кусто, Самак Сунтхаравет, Галина Павловна Вишневская, Юрий Цолакович Оганесян и другие. В 1974-м сотрудники МХТИ Валерий Сергиевский, Владислав Николаев, Николай Кизим (преподаватель Новомосковского филиала) и Евгений Юртов были удостоены премии Ленинского комсомола в области науки и техники за работу по вопросам термодинамики и кинетики экстракции.

### Российский химико-технологический университет
В декабре 1992 года МХТИ был переименован в Российский химико-технологический университет (РХТУ) имени Д. И. Менделеева. Университет ведёт образовательную деятельность с фокусом на направления подготовки по химии и химическим технологиям.
С 1999 по 2010 год РХТУ вместе МАИ, Конструкторским бюро приборостроения в Туле и НИКИЭТ имени Н. А. Доллежаля находились под односторонними санкциями США на фоне американо-иранского конфликта: США связало работу этих учреждений с внешнеполитической деятельностью России в Иране и определило их как «организации, способствующие разработке оружия массового уничтожения в других странах». В частности, вице-президент США Альберт Гор обвинил РХТУ в незаконном сотрудничестве с Ираном в области ядерных технологий и передаче технологий производства тяжёлой воды и графита ядерной чистоты. Санкции были сняты с формулировкой, что деятельность России «теперь отвечает интересам внешней политики и безопасности США».
С 2011 года, согласно приказу Министерства образования и науки, университет носит статус федерального государственного бюджетного образовательного учреждения высшего профессионального образования, а с 2015-го — статус федерального государственного бюджетного образовательного учреждения высшего образования. В 2015 году ректора РХТУ Владимира Колесникова и ректора Московского государственного университета геодезии и картографии сняли с постов за неисполнение указа Президента Российской Федерации 2012 года, гарантирующего повышение выплат преподавателям. В 2016-м обсуждалось возможное слияние РХТУ с Московским институтом стали и сплавов. Петиция за сохранения автономии Менделеевского университета набрала несколько десятков тысяч подписей, и Министерство образования отказалось от идеи объединения учреждений.
В сентябре 2021 года исполняющим обязанности ректора был назначен профессор РХТУ Илья Владимирович Воротынцев. На 2021 год в состав университета входит восемь факультетов, два института, Высший химический колледж РАН, Детский технопарк, Центр цифровой трансформации, научно-образовательные центры и лаборатории. Ведётся подготовка бакалавров, специалистов, магистров, аспирантов и докторантов в области химической технологии, устойчивого развития, нефтехимии, биотехнологии и других направлений. В 2020 году в университете числилось 9000 студентов, из которых порядка 800 человек из стран СНГ, Мьянмы, Ирака, Индии, Китая, США, стран Европы и Африки, а работало более 2000 сотрудников.
В 2021 году Минобрнауки России подвёл итоги отбора университетов в новый проект поддержки отечественных вузов «Приоритет-2030», запущенный после окончания «Проекта 5—100». РХТУ вошёл во вторую группу вузов по направлению «Территориальное и/или отраслевое лидерство», что подразумевает дополнительное федеральное финансирование до конца 2022 года.

## Структура
Структура РХТУ на 2021/22 учебный год, утверждённая приказом ректора университета от 5 ноября 2020 года:

| Факультеты - Факультет биотехнологии и промышленной экологии - Факультет естественных наук - Инженерный химико-технологический факультет - Факультет цифровых технологий и химического инжиниринга - Факультет нефтегазохимии и полимерных материалов - Факультет технологии неорганических веществ и высокотемпературных материалов - Факультет химико-фармацевтических технологий и биомедицинских препаратов - Гуманитарный факультет - Институт материалов современной энергетики и нанотехнологии (на правах факультета) - Институт химии и проблем устойчивого развития (на правах факультета) - Высший химический колледж РАН (на правах факультета) | Филиалы - Новомосковский институт РХТУ - Филиал Российского химико-технологического университета имени Д. И. Менделеева в городе Ташкенте (Республика Узбекистан) - Филиал Российского химико-технологического университета имени Д. И. Менделеева в городе Тараз (Республика Казахстан) |

## Современность

### Образовательная деятельность
С 2015 года РХТУ возглавляет федеральное учебно-методическое объединение в сфере высшего образования по химико-технологическим специальностям, что среди прочего позволяет готовить новые общероссийские образовательные стандарты для химической промышленности. Университет также является базовой организацией государств-участников СНГ по подготовке, профессиональной переподготовке и повышению квалификации кадров в химической отрасли, а с 2019-го входит в консорциума опорных вузов «Росатома», основная задача которого — координация науки и деятельности высшего, послевузовского и дополнительного профессионального образования в интересах атомной отрасли.
В 2018 году РХТУ подписал соглашение с Казанским национальным исследовательским технологическим университетом о сотрудничестве в образовательной сфере. Год спустя вместе со Сколтехом открыл совместную бакалаврскую программу для подготовки специалистов в области современного материаловедения и возобновляемых источников энергии.
В 2020-м университет при поддержке Агентства инноваций Москвы открыл магистерскую программу «Управление бизнесом в цифровой экономике». Тогда же РХТУ договорился с ПГАТУ имени Прянишникова создать интернет-площадку с программами дополнительного профессионального образования, а в 2021-м совместно с ДВФУ, ТПУ и другими вузами при поддержке СИБУРа была запущена бакалаврская онлайн-программа по химической технологии.
В РХТУ есть два филиала — в Новомосковске (Тульская область) и Ташкенте. Первый ведёт свою историю с 1959 года, когда он был открыт как факультет МХТИ имени Дмитрия Менделеева при Сталиногорском химическом комбинате. Возможность закрытия этого филиала из-за уменьшения потока студентов ведётся с 2019 года. Зарубежный филиал существует с 2019 года, официальное открытие состоялось 27 мая 2021 года. Вуз расположен в Мирзо-Улугбекском районе Ташкента, на улице Мирзо-Улугбек, дом 41. Учебная программа утверждается с Министерством высшего и среднего специального образования Узбекистана, а обучение проводится в соответствии с федеральными образовательными стандартами России на русском языке. Филиал готовит магистров по направлению материаловедение и защита материалов от коррозии, химические технологии наноматериалов, а также и бакалавров по следующим программам: материаловедение и технологии наноматериалов и наносистем; технология художественной обработки материалов; технология синтетических биологически активных веществ, химико-фармацевтических препаратов и косметических средств; безопасность технологических процессов и производств.

### Признание и рейтинги
2022 год
- 1201—1300 место в Международном рейтинге «Три миссии университета»[64]
- 41 место рейтинге RAEX «100 лучших вузов России»[65]
- 46 место в рейтинге влиятельности вузов России (RAEX), 2022[66]
- 9-е место в предметных рейтингах RAEX, в направлении «Химия»[67]
- 4-е место в предметных рейтингах RAEX, в направлении «Химические технологии»[68]
- 13-е место в предметных рейтингах RAEX, в направлении «Технологии материалов»[69]
- 18-е место в предметных рейтингах RAEX, в направлении «Экология»[70]
- 10-е место в предметных рейтингах RAEX, в направлении «Биотехнологии и биоинженерия»[71]

2021 год
- 257 место в международном рейтинге RUR 2021 Natural Sciences World University Ranking[72]
- 43 место РХТУ в сотне лучших вузов России инженерно-технической сферы по версии газеты «Коммерсантъ»[73]
- 47 место в рейтинге лучших вузов России по версии «Эксперт РА»[74][75]
- 852 место в международном рейтинге научных учреждений международного SCImago Institutions Rankings[76]
- впервые вошёл в глобальный международный рейтинг QS World University Rankings, группа 801—1000[77]
- малый гран-при «Коммуникационной лаборатории» РВК в области научной коммуникации[78]

2020 год
- 559 место в мире и 17-е среди российский вузов в глобальном рейтинге вузов Round University Ranking[79]
- лидер рейтинга работодателей в сфере биохимических предприятий по версии «Эксперт» (разрабатывался при поддержке Минобрнауки, президентской платформы «Россия — страна возможностей», Фонда Президентских грантов, УрФУ и петербургского отделения ВШЭ)[80]
- победитель в номинации «Эффект присутствия» за лучшее продвижение учёных в медиа премии «Коммуникационная Лаборатория» РВК в 2020 году[81]
- 48 место в рейтинге образовательных учреждений по версии «Интерфакса» (с 2017 года вуз находится выше 52 места)[82]
- 58 место в рейтинге лучших вузов России по версии «Эксперт РА»[83]

2019 год и ранее
- занял место в диапазоне 1101—1200 международного отечественного рейтинга «Три миссии университета» (2019 год)[84]
- группа 401—450 в предметном Академическом рейтинге университетов мира по химическим технологиям (2018 год)[85]
- 705 место глобального рейтинга SCImago Institutions Rankings (2018 год)[76].

### Научная и инновационная деятельность
В 2010—2014 году в рамках программы мегагрантов в РХТУ создали Международная лаборатория функциональных материалов на основе стекла имени академика П. Д. Саркисова под руководством итальянского учёного профессора Альберта Палеари и заведующего кафедрой химической технологии стекла и ситаллов РХТУ Владимира Сигаева. Одной из разработок лаборатории стало создание радиоактивных микросфер для лечения онкологических заболеваний. В 2017-м в рамках другого мегагранта создан Международный центр лазерных технологий, где исследуют фемтосекундное лазерное модифицирование структур оптических материалов. Центром руководит профессор Саутгемптонского университета Пётр Казанский. При поддержке Фонда перспективных исследований в центре разработали «вечный архивный диск» на основе наноструктурированного стекла — материал отличается долговечностью, устойчивостью к агрессивной внешней среде и потенциально может хранить большие объёмы. На 2020-й разработан опытный образец носителя диаметром 120 мм.
Специалисты РХТУ работают над проектами совместно с российскими и иностранными коллегами и регулярно публикуют статьи в международных научных журналах. Только за 2020—2021 год СМИ писали о следующих исследованиях:
- поиск новых форм доставки таргетных онкологических препаратов с помощью силикагеля[91];
- работа над природными компонентами пластмассы, добываемыми из отходов сельхозкультур[92];
- разработка экологичного и экономичного способа переработки серных отвалов на предприятиях[93];
- создание новой технологии сорбента для трудноуловимой формы радиоактивного йода — метилиодида, которая задерживает до 99,5 % опасного изотопа[94];
- изучение водородного топлива и разработка новых недорогих способов конвертировать водород и его соединения из молибденовой сини[95];
- альтернативный способ добычи ксенона из природного газа и как следствие — уменьшение себестоимости наркоза[96][97];
- разработка новых светоизлучающих устройств на основе аэрогеля из оксида кремния со встроенными люминесцентными частицами[98][99] и многое другое.

В октябре 2018 года в рамках госпрограммы «Развитие промышленности и повышение её конкурентоспособности» был основан Менделеевский инжиниринговый центр. Его создание поддержало Министерство науки и высшего образования и Министерство промышленности и торговли. Центр открылся в августе 2019 года, на его базе работают научные лаборатории по направлениям нефтехимия, агрохимия, фармацевтика, радиохимия, полимерная химия, тонкий органический синтез. В центре расположены более 80 единиц новейшего оборудования для элементного и молекулярного анализа, определения физико-химических показателей твёрдых веществ и жидкостей. За 2020 год прибыль центра составила более 4,8 млн рублей, а выручка — 42,5 млн.
В 2019 году правительство подписало указ о создании инновационного научно-технологического центра «Долина Менделеева» на территории Тушинского комплекса РХТУ. Согласно проекту, центр должен объединить представителей науки и бизнеса, чтобы сократить время между научной разработкой технологии и её практическим внедрением. В частности, решить вопрос импортозамещения в химической отрасли. В «Долине Менделеева» сосредоточены пять основных стартап-направлений: высокотехнологичная химия и особо чистые вещества; агрохимия; агробиотехнологии и биотехнологии; медицинская и фармацевтическая химия; химия специального назначения и высокоэнергетические вещества. Центр разделён на три кластера: научно-технологический отвечает за исследования и подготовку специалистов, производственный нацелен на объёмы до 1000 тонн в год, инфраструктурный занимается проектированием, сертифицированием и финансированием стартапов. Проект курирует Министерство промышленности и торговли. Изначально на запуск центра планировалось привлечь порядка 5 млрд рублей частных инвестиций. Анонсировалось, что строительство запустится в 2020-м году. На конец 2021-го актуальная дата не назначена.
РХТУ сам и его филиал в Новомосковске участвует в развитии ИНТЦ «Композитная долина», расположенном на 29 га особой экономической зоны Узловая в Тульской области. Это проект Тульского государственного университета, создание которого одобрил премьер-министр Михаил Мишустин в январе 2021 года, а запуск запланирован на 2023 год. РХТУ заявлял о планах зарабатывать на исследованиях в сфере высокотехнологичной химии, которые вузовские учёные будут проводить в центре. Также вуз поучаствует в разработке стратегии развития профессиональных знаний по приоритетным направлениям «Композитной долины». Помимо РХТУ в развитии ИНТЦ задействованы МГУ, Росатом,институты РАН.

### Партнёрства
Сотрудники РХТУ регулярно работают над проектами федеральных целевых программ, различных грантов научных фондов и исследованиями в рамках договоров с компаниями-лидерами химической отрасли, среди них госкорпорации «Росатом», «Сибур», «Фармасинтез», «ЕвроХим», «Микрон» и другие. В 2021-м вуз подписал более 120 договоров о научном и образовательном сотрудничестве с университетами и организациями в 35 странах мира. Среди образовательных и научных партнёров Королевское химическое общество Великобритании и немецким научно-образовательный центр Maico-Mannesmann Akademie für Wissenschaft und Bildung.
В рамках межинституциональных соглашений в университете с 1995 года работает кафедра ЮНЕСКО «Зелёная химия для устойчивого развития», в 2005 году совместно с Курчатовским институтом, «Уралхимом» и «Уралкалием» был открыт Международный учебно-научный центр трансфера фармацевтических и биотехнологий. С 2020 года действуют соглашения о изучении химии моря подготовки питьевой воды с Крымским федеральным и Севастопольским государственным университетами. Лаборатории РХТУ помогают НИЦ эпидемиологии и микробиологии имени Гамалеи в разработке вакцины от коронавируса, а с июня 2021 года подписано сотрудничество по обеспечению лекарственной безопасности России.
В мае 2020 года РХТУ и Федеральный экологический оператор выступили инициаторами создания федерального научно-образовательного консорциума «Передовые ЭкоТехнологии», задача которого создать инфраструктуру для обращения с отходами I—II классов и научному обмену в этой отрасли. Помимо РХТУ и ФЭО в консорциум входят Вятский, Саратовский технический и Удмуртский государственные университеты, Удмуртский исследовательский центр Уральского отделения РАН, Курганский филиал РАНХиГС, дочерняя компания «Росатома» и Общероссийское межотраслевое объединение работодателей в сфере охраны окружающей среды.

### Другая деятельность
При РХТУ с 1905 года действует Академический большой хор. В начале 1900-х хор неоднократно приглашал Сергей Дягилев для участия в «Русских сезонах» в Париже. Сейчас в его составе 120 человек. Хор сотрудничает с Полифонической ассоциацией области Тоскана, Миланской консерваторией имени Джузеппе Верди, Камерным хором Шереметев-центра, Академическими хорами МГУ, Банка России и Рыбинской авиационно-технологической академии.
Издательская деятельность представлена постоянной многотиражной газетой «Менделеевец» (с 2001 года имеет регистрацию СМИ). Её первый номер вышел 27 июня 1949 года. Предшественником была газета «Московский технолог», типографский выпуск которой прервался с началом войны, а вплоть до 1949 года выходила общеинститутская стенная газета под тем же названием. С 2000 года издаётся журнал «Исторический вестник РХТУ им. Д. И. Менделеева», также Центр истории РХТУ готовит тематические книги.
В рамках работы со школьниками и детьми в 2020 году РХТУ совместно с Федеральным экологическим оператором запустил проект «Менделеевские классы». Школьные курсы проходят в Удмуртской Республике, Иркутской, Кировской, Курганской и Саратовской областях и включают расширенные занятия по химии, физике и математике, их выпускники при поступлении в РХТУ получают дополнительные 10 баллов к результатам ЕГЭ. В 2020-м при вузе открылся первый в России детский химический технопарк «Менделеев-центр», его основная аудитория — от 14 до 18 лет, но есть проекты и для детей от 8 до 13 лет.

## Комплекс зданий
Миусский комплекс включает в себя исторические здания университета между 1-й и 2-й Миусскими улицами и Миусской площадью, недалеко от станций метро «Менделеевская» и «Новослободская». Главное здание (Миусская площадь, дом 9, строение 3) было спроектировано специально для Московского промышленного училища в 1898 году архитектором Максимом Геппенером. Это здание в стиле краснокирпичной эклектики, или цигельбау. Изначально постройка была трёхэтажной, с большими окнами в аудиториях, первый этаж отделали рустом, со временем к главному корпусу пристроили два крыла. В 1909 году над главным входом повесили барельеф с изображением Дмитрия Менделеева. В советское время в главном здании надстроили два этажа. Генеральный ремонт корпуса провели в 2018 году: обновили кирпичную кладку, кровлю, отделку фасадов, заменили водосточные трубы, выполнили гидрофобизацию.
Другие здания этого комплекса — Ремесленное училище имени Павла Шелапутина — были также заложены на рубеже XVIII—XIX веков, позже здания передали во владение МХТИ. В настоящее время это корпус № 4 («красный»), который соединяется с главным зданием переходом на уровне второго этажа.
В Миусском комплексе расположены Большой актовый зал в форме амфитеатра, актовый зал имени Александра Бородина (там проходят репетиции Академического хора РХТУ). Полукруглый холл первого этажа с остеклёнными витринами и символами химических элементов и растениями на них называется «Аквариум». В холле установлен памятник Дмитрию Менделееву и две четырёхгранных колонны с медальонами, на которых барельефы известных учёных Антуана Лавуазье, Николая Зинина, Александра Бутлерова, Марии Склодовской-Кюри, Михаила Ломоносова, Джона Дальтона, Майкла Фарадея, Ивана Каблукова. В кампусе на Миусской улице расположены Информационно-библиотечный и Рекламно-выставочный центр, а в учебном корпусе № 3 («серый») — Российский союз химиков.
В мае 1966 года во дворе около главного входа на средства преподавателей, сотрудников и студентов поставили памятник менделеевцам, участвующим в Великой Отечественной войне. Авторы работы — дипломники Суриковского училища А. А. Волков и А. А. Ершов. На стилобате высечена надпись «Вечная слава воинам-менделеевцам павшим в боях за Советскую Родину», а мраморные плиты содержат списки погибших менделеевцев.
Тушинский комплекс РХТУ расположен на улице Героев Панфиловцев, дом 20, около метро «Планерная». Строительство девятиэтажного корпуса началось в 2004 году, инвестиции составили 800 млн рублей. Это одно из крупнейших в России образовательных зданий: общая площадь комплекса составляет 27 тысяч м², вместимость — 1500 человек. Комплекс состоит из трёх девятиэтажных секций, в которых размещены 57 лабораторий, две большие аудитории, учебные помещения и актовый зал. В 2008 году здание открывал мэр Москвы Юрий Лужков. Территория этого комплекса используется для центра «Долина Менделеева», открытие первых объектов которого запланировано на 2021 год.
Центральная химическая библиотека находится в Лефортовском переулке, дом 8, строение 1, возле станции метро «Бауманская». В 2019 году более 850 тыс. единиц библиотечного хранения перевезли в Тушинский комплекс. Само здание было передано Министерством образования и науки Российской Федерации в безвозмездную аренду на 25 лет под мультиформатное пространство «СО.Здание».
Комплекс на Шелепихе был открыт в 1970-е годы по адресу Причальный проезд, дом 6. Исторически в зданиях располагались кафедра безопасности жизнедеятельности, Центр истории РХТУ и химической промышленности, факультет военного обучения. По состоянию на 2021-й комплекс выведен из эксплуатации.
Студенческий городок РХТУ расположен на улице Вилиса Лациса, возле станции метро «Планерная». Городок включает три корпуса общежитий с 758 жилыми блоками, каждый рассчитан на пять человек и состоит из двух жилых комнат, санузла и ванной комнаты. Кухни общие на каждом этаже. В зданиях есть тренажёрные залы, кафе, библиотека.
| - Здания РХТУ - Учебный корпус МПУ, 1904 год (в настоящее время — парадный вход Главного корпуса Миусского комплекса) - Проходная и Главный корпус Миусского комплекса, 2010 год - Учебно-лабораторный корпус Тушинского комплекса РХТУ имени Дмитрия Менделеева, 2008 год - Корпус Института материалов современной энергетики и нанотехнологии Тушинского комплекса, 2007 год |

## Газета «Менделеевец»
15 февраля 1929 года вышел первый номер многотиражной газеты «Московский технолог». Выпуск газеты был прерван из-за закрытия типографии в связи с военным положением: последний номер вышел 17 июня 1941 года. На смену «Московскому технологу» пришла общеинститутская стенная газета под тем же названием, издававшаяся до июня 1949 года, а 27 июня 1949 года вышел первый номер новой многотиражной газеты «Менделеевец». Газета зарегистрирована в Федеральном агентстве по печати и массовым коммуникациям (свидетельство ПИ 77-7899 от 30 апреля 2001 года, тираж — 1000 экземпляров).
С 2000 года издаётся журнал «Исторический вестник РХТУ им. Д. И. Менделеева». В апреле 2024 года вышел в свет 61-й номер журнала «Исторический вестник РХТУ им. Д. И. Менделеева».
В № 56 опубликован указатель статей.
Центр истории РХТУ издаёт книги об истории университета.

## Персоналии

### Директора и ректоры
| Директора МПУ - Крылов Александр Алексеевич (1 января 1898—16 февраля 1899) - Владимирский Сергей Алексеевич (7 августа 1899—26 сентября 1902) - Докторов Александр Петрович (6 ноября 1902—8 июня 1911) - Зограф, Константин Юрьевич (8 июня 1911—1918) Директора МПХТИ - Пантелеев Владимир Петрович (март 1921—1921) - Иванов Александр Константинович (1921—февраль 1922) - Тищенко Иван Александрович (февраль 1922—1929) | Директора МХТИ - Дукельский Марк Петрович (1929) - Гурвич Моисей Натанович (7 марта 1929—20 декабря 1930) - Чужин Яков Эммануилович (1930—1931) - Тихменев Николай Сергеевич (1931—1 марта 1933) - Орлов Илларион Прокофьевич (1 марта 1933—29 марта 1936) - Маслов Алексей Матвеевич (29 марта 1936—30 декабря 1937) - Пильский Иосиф Яковлевич (30 декабря 1937—1943) - Дыбина Прасковья Васильевна (1943—1948) - Жаворонков, Николай Михайлович (1948—1962) Ректоры МХТИ - Кафтанов, Сергей Васильевич, 1962—1972 - Ягодин Геннадий Алексеевич (1973—1985) - Саркисов Павел Джибраелович (1985—11 декабря 1992) | Ректоры РХТУ - Саркисов Павел Джибраелович (11 декабря 1992—2005) - Колесников Владимир Александрович (2005—2015) - Аристов Виталий Михайлович (2015—2016) - Юртов Евгений Васильевич (2016—2017) - Мажуга Александр Георгиевич (1 июля 2017 — 29 сентября 2021) - Воротынцев Илья Владимирович (и. о. 29 сентября 2021 года — 30 июля 2024 года) - Румянцев Евгений Владимирович (и. о. с 31 июля 2024 года) |

### Известные выпускники
- Евтушенков, Владимир Петрович — предприниматель, председатель совета директоров и владелец мажоритарной долей акций АФК «Система»[153].
- Жуков, Борис Петрович — учёный в области технической химии, академик АН СССР/РАН, дважды Герой Социалистического Труда[154].
- Кабачник, Мартин Израилевич — учёный в области химии фосфорорганических соединений, таутомерии, Герой Социалистического Труда (1978), лауреат Ленинской премии (1974), академик АН СССР/РАН[155]
- Кнорре, Дмитрий Георгиевич — учёный в области химической кинетики, молекулярной биологии и биоорганической химии, академик АН СССР/РАН, лауреат Ленинской премии[156]
- Коваль, Жорж Абрамович — Герой Российской Федерации (посмертно с 2007 года), в 1940—1948 годах вёл разведывательную деятельность в США , с 1953-го около 40 лет преподавал в МХТИ[157]
- Коптюг, Валентин Афанасьевич — учёный в области физической, синтетической и прикладной органической химии, академик АН СССР/РАН, председатель Сибирского отделения АН СССР/РАН, директор Новосибирского института органической химии имени[158].
- Коршак, Василий Владимирович — выдающийся учёный в области химии полимеров, дважды лауреат Сталинской премии (1949, 1951), лауреат Ленинской премии (1986), академик АН СССР[6].
- Легасов, Валерий Алексеевич — советский химик-неорганик, действительный член Академии наук СССР (1981), член правительственной комиссии по расследованию причин и ликвидации последствий аварии на Чернобыльской АЭС, за что в 1996 году посмертно удостоен звания Героя России[159].
- Лейтес, Иосиф Лазаревич — лауреат Нобелевской премии мира 2007 года[160].
- Александр Настюков — учёный-химик, лауреат Премии имени Эммануила Нобеля Бакинского отделения Императорского Русского технического общества в области нефтехимии (1911), учреждённой Людвигом Нобелем в 1889 году, за время работы в институте Настюков подготовил один из первых учебников по технологии пластмасс «Введение в курс технологической химии пластических масс»[161].
- Нефёдов, Олег Матвеевич — учёный в области химии карбенов и их аналогов, химии малых циклов, органического синтеза, металлоорганической химии, академик АН СССР/РАН, вице-президент АН СССР/РАН в 1988—2001 годах, советник РАН с 2001 года[162][163].
- Огородников, Борис Иванович — лауреат Ленинской премии 1966 года, главный научный сотрудник в НИФХИ имени Карпова, участник ликвидации последствий аварии на Чернобыльской АЭС; мастер спорта по туризму[164], чемпион СССР по спортивному ориентированию[164].
- Топчиев, Александр Васильевич — выдающийся советский химик-органик, академик АН СССР (1949), вице-президент АН СССР (1958—1962), его именем назван Институт нефтехимического синтеза РАН[165]
- Ходорковский, Михаил Борисович — предприниматель, общественный и политический деятель, публицист, совладелец и глава нефтяной компании «ЮКОС»[166].
- Цветков, Юрий Владимирович — учёный в области материаловедения, академик РАН, лауреат премии Совета Министров СССР и премии имени П. П. Аносова Президиума РАН[167].